# Gustav Schwartz (Politiker)
Gustav Schwartz (* 24. September 1860 in Berlin; † 15. September 1909) war ein deutscher Landwirt, Rittergutsbesitzer und Politiker.
Gustav Schwartz studierte Agronomie an der Landwirtschaftlichen Hochschule Berlin. Er besaß ein Rittergut in Reichenau bei Schwetzkau im Kreis Lissa, Provinz Posen. Von 1903 bis 1908 war er Mitglied des Preußischen Abgeordnetenhauses für den Wahlkreis Posen 6 (Fraustadt, Lissa) in der Fraktion der Freikonservativen Partei.